# 2040
Năm 2040  (số La Mã: MMXL). Trong lịch Gregory, nó sẽ là năm thứ 2040 của Công nguyên hay của Anno Domini; năm thứ 40 của thiên niên kỷ 3 và của thế kỷ 21; và năm đầu tiên của thập niên 2040.